# Estrada nacional 90 (Suécia)
A Estrada nacional 90 (em sueco: Riksväg 90) é uma estrada nacional sueca com uma extensão de 294 km, que atravessa as províncias históricas da Ångermanland e da Lapónia, ligando as cidades de Härnösand e Vilhelmina. Passa pelas localidades de Kramfors, Sollefteå e Åsele.

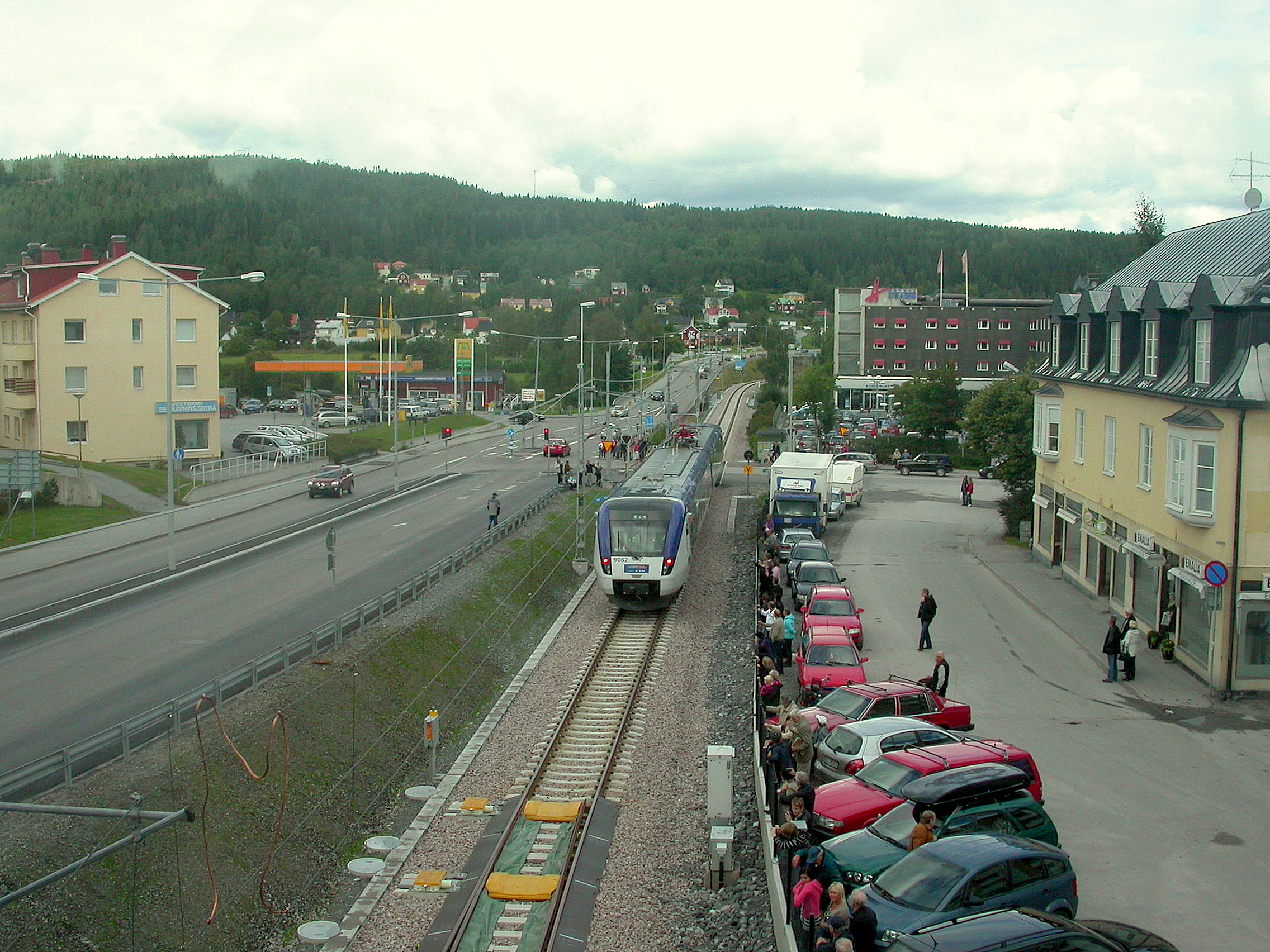
Kramfors
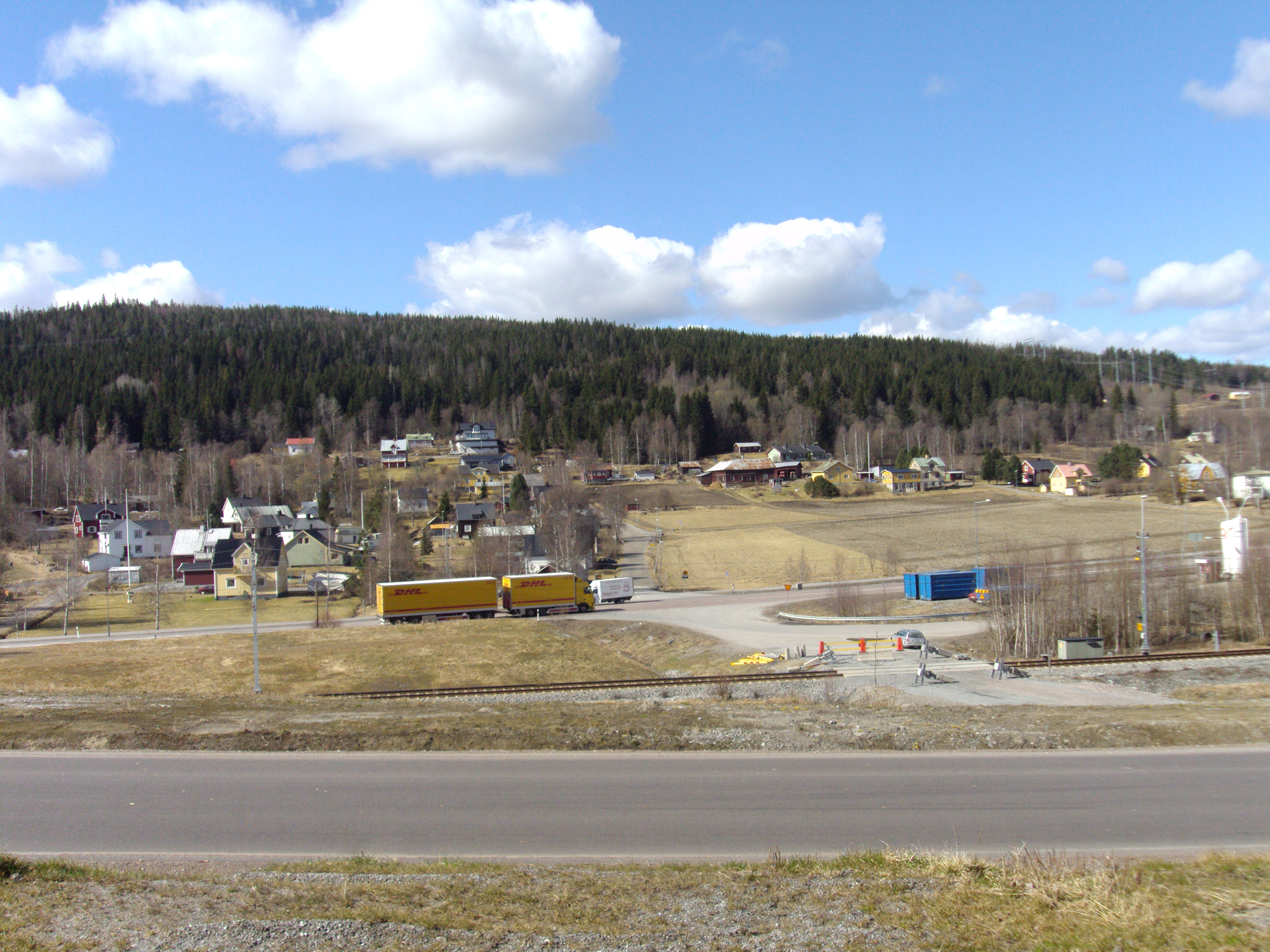
Lästa